# Circondario di Marburgo-Biedenkopf
Il circondario di Marburgo-Biedenkopf è uno dei circondari dello stato tedesco dell'Assia.
Fa parte del distretto governativo di Gießen.

## Città e comuni
(Abitanti al 31 dicembre 2022)
| Comuni del circondario | Città 1. Amöneburg (4 963) 2. Biedenkopf (13 703) 3. Gladenbach (12 513) 4. Kirchhain (16 462) 5. Marburgo (77 845) 6. Neustadt (10 393) 7. Rauschenberg (4 488) 8. Stadtallendorf (21 552) 9. Wetter (9 010) | Comuni 1. Angelburg (Sede: Gönnern) (3 428) 2. Bad Endbach (7 950) 3. Breidenbach (6 802) 4. Cölbe (6 532) 5. Dautphetal (Sede: Dautphetal-Dautphe) (11 418) 6. Ebsdorfergrund (Sede: Dreihausen) (9 033) 7. Fronhausen (4 139) 8. Lahntal (Sede: Sterzhausen) (7 102) 9. Lohra (5 597) 10. Münchhausen (3 315) 11. Steffenberg (Sede: Niedereisenhausen) (4 052) 12. Weimar (Lahn) (Sede: Niederweimar) (7 231) 13. Wohratal (Sede: Wohra) (2 156) |